# René II. de Voyer
René (II.) de Voyer (* 13. Dezember 1623 in Blois; † Mai 1700) war ein französischer Diplomat. Er war Chevalier, Seigneur d’Argenson et de Vueil-le-Mesnil, Comte de Rouffiac, Châtelain de Plassac, Seigneur de La Baillotière et de Selligny.

## Leben
René (II.) de Voyer war der Sohn von René (I.) de Voyer, Seigneur d’Argenson, und Hélène de La Font.
Am 26. August 1642 wurde er zum Conseiller im Parlement de Normandie ernannt. Am 1. November 1644 wurde er Intendant Subdélégué bei den Élections de Saintes et de Cognac, d. h. als Abwesenheitsvertreter für seinen Vater, am 2. Januar 1646 in der Généralité de Poitiers. Am 14. August 1649 wurde er zum Maître des requêtes ernannt, einen Monat später, am 4. September 1649 zum Conseiller d’État, am 15. April 1651 zum Conseiller d’État ordinaire. Als sein Vater am 14. Juli 1651 in Venedig als französischer Botschafter starb, wurde er dessen Nachfolger. Er amtierte in der Republik bis zum 28. November 1655, kehrte ruiniert aus Venedig zurück. Er verlor das Vertrauen von Kardinal Mazarin, der ihm auch das Amt des Conseiller d‘État entzog, woraufhin er sich aus dem Staatsdienst auf seine Güter zurückzog, wurde dennoch am 14. Februar 1657 zum Maître des requêtes honoraire ernannt.
Während seiner Diensts in Venedig hatte der König am 25. Januar 1654 die Herrschaft Rouffiac im Angoumois, die aus der Familie seiner Frau stammte, zur Grafschaft erhoben.
1655 ließ er in Venedig den Traité de la Sagesse drucken, den sein Vater 1640 in Mailand verfasst hatte.
Im September 1656 trat er in die Pariser Sektion des Geheimgesellschaft Compagnie du Saint-Sacrement ein, die 1630 gegründet worden war und 1666 vom König aufgelöst wurde, als deren Existenz bekannt wurde. Gegen Ende seines Lebens redigierte er die Annales de la Compagnie du Saint-Sacrement, die erst 1865 in der Bibliothèque nationale de France entdeckt und dann im Jahr 1900 von Henri Beauchet-Filleau publiziert wurde.
Neben seiner Geschichte der Compagnie schrieb er verschiedene religiöse Werke, von denen die meisten nicht überliefert sind (und wohl dem Brand des Louvre im Jahr 1871 zum Opfer fielen). Er war ein Briefpartner von Jean-Louis Guez de Balzac (1597–1654), ebenfalls aus der Charente stammend und Gründungsmitglied der Académie française, ein Teil ihrer Korrespondenz wurde veröffentlicht.

## Ehe und Familie
Mit Ehevertrag vom 8. Mai 1650 heiratete er Marguerite Houllier de La Pouyade (* 27. August 1630, † nach 1703), Erbtochter von Hélie Houllier, Seigneur de La Poyade et de Rouffiac, und Catherine de Paris. Ihre Kinder waren:
- Marc René (4. November 1652 in Venedig; † 8. Mai 1721), 1. Marquis d’Argenson, 28. Januar 1718 Garde des Sceaux de France; ⚭ 14. Januar 1693 Marguerite Le Fèvre de Caumartin (* 3. Mai 1672; † 1. August 1719)
- Antoinette Catherine (* 28. Januar 1654 in Venedig); ⚭ 17. Mai 1667 Louis II. de Valori, Seigneur d’Estilly, de Châteloison etc.
- Françoise (* 12. Mai 1655 in Venedig; † Januar 1656)
- François Elie (* 22. September 1656 in Paris; † 25. Oktober 1728 in Bordeaux), 15. April 1702 Bischof von Dol, 12. Januar 1715 Erzbischof von Embrun, 23. April und 8. Mai 1719 Erzbischof von Bordeaux
- Thérèse Hélène (* 11. April 1659 in Paris; † 26. Oktober 1662)
- Marie Scholastique (* 10. Februar 1661), vor 1682 Nonne in Angoulême
- Joseph Ignace (* 30. Dezember 1662; † 1690), 1666 Malteserordensritter